# Ghetto Sosnowitz

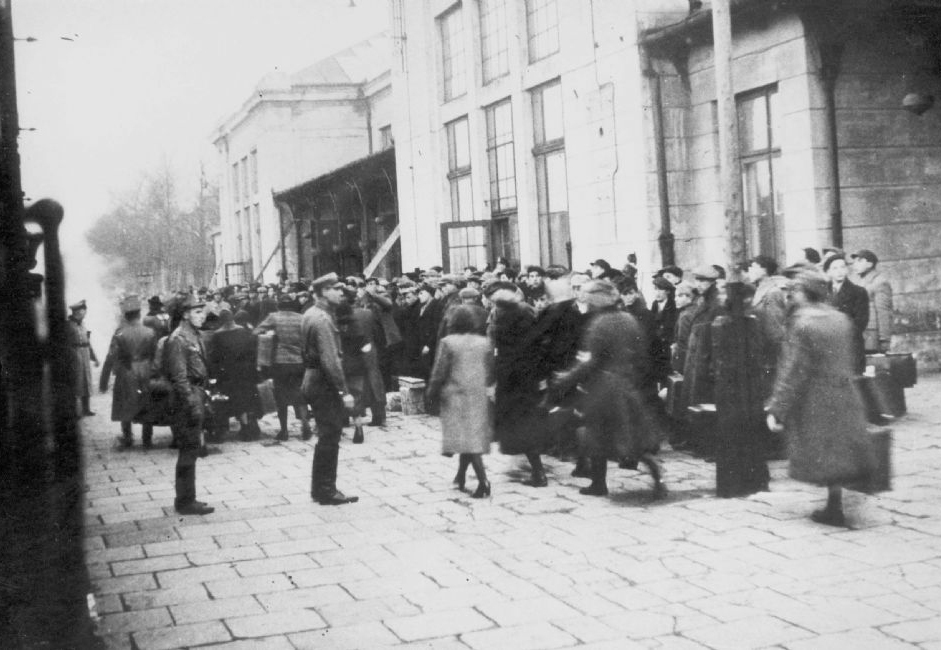
Liquidation des Ghettos

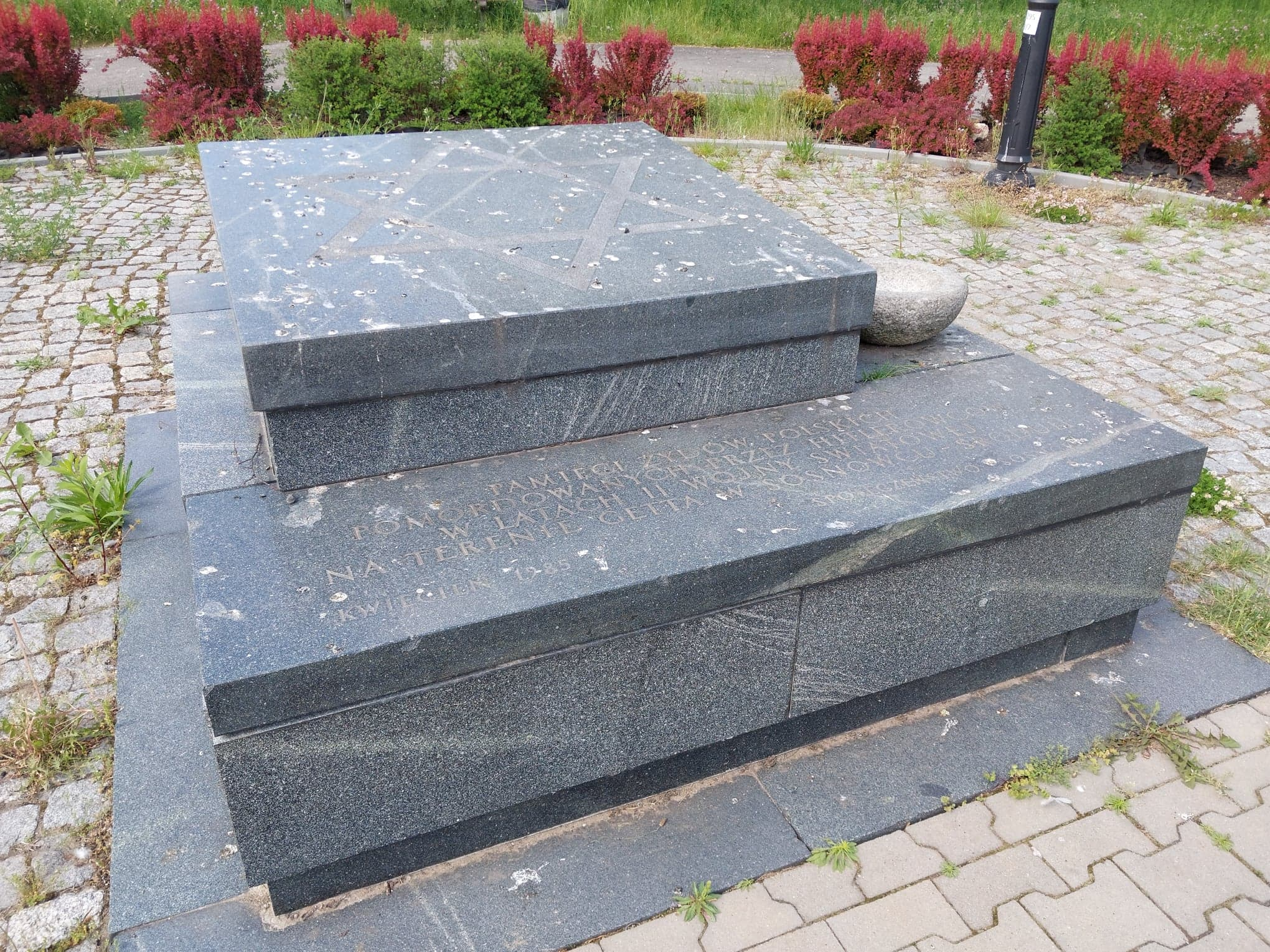
Denkmal

Das Ghetto von Sosnowitz war ein von den deutschen Behörden im Frühjahr 1943 eingerichtetes Ghetto für polnische Juden in Środula, einem Stadtviertel von Sosnowitz in der Provinz Oberschlesien. Dieses Ghetto wurde mit dem nahegelegenen Ghetto Kamionka mit Juden aus Bedzin zusammengelegt.

## Hintergrund
Ende Oktober 1940 beauftragte Heinrich Himmler den Polizeipräsidenten von Breslau, Albrecht Schmelt, jüdische Zwangsarbeiter in Oberschlesien auszuheben. Sie sollten die Autobahn von Breslau nach Krakau ausbauen, aber auch in Lagern von Wehrmachtsfertigungsstätten untergebracht werden, wobei die Juden in Bedzin und Sosnowitz zunächst in ihren Wohnungen bleiben durften. Im Jahre 1941 arbeiteten über 13.000 jüdische Zwangsarbeiter in Fabriken in Sosnowitz und Umgebung.
Zwischen dem 10. bis 12. Mai 1942 wurden 1500 Juden von Sosnowitz nach Auschwitz-Birkenau deportiert; es folgte im Juni ein Transport mit 2000 Personen. Nach einer Selektion, die vom 12. bis 18. August 1942 währte, wurden 8000 „nicht arbeitsverwendungsfähige“ Menschen nach Auschwitz verschleppt und dort ermordet.

## Ghetto
Bereits Anfang Oktober 1942 plante der als Bürgermeister eingesetzte SS-Obersturmführer Franz-Josef Schönwälder die Einrichtung eines Ghettos für 19.000 Juden.
Das Ghetto Sosnowiec bildete mit dem Ghetto Będzin eine Verwaltungseinheit, da beide Städte zum selben Ballungsgebiet im Dąbrowa-Becken gehörten. Vor der Deportation teilten sich die Juden der beiden Ghettos den Gemüsegarten „Farma“, den der Judenrat der zionistischen Jugend zugewiesen hatte.
Nachdem im Frühjahr 1943 alle jüdischen Einwohner im nunmehr geschlossenen Ghetto konzentriert worden waren, gründeten Mitglieder von Jugendorganisationen wie der ŻOB Widerstandszellen, bauten Bunker und besorgten sich Waffen. Als am 1. August 1943 das Ghetto geräumt werden sollte und Deportationszüge bereitstanden, leisteten sie Widerstand. Es gelang aber nur, den Abtransport zu verzögern: Statt der von der SS vorgesehenen zwei Tage dauerte die Räumung 14 Tage. Fast alle der jüdischen Kämpfer kamen dabei ums Leben.
Die meisten Insassen – einige Schätzungen belaufen sich auf über 35.000 jüdische Männer, Frauen und Kinder – wurden im August 1943 mit Zügen in das Vernichtungslager Auschwitz deportiert und dort zum großen Teil sofort vergast.
Ungefähr 1000 Juden blieben zurück, um aufzuräumen und herrenlosen Besitz zu verwerten. Ende des Jahres 1943 wurden auch sie nach Auschwitz deportiert.

## Rezeption
Das Ghetto von Sosnowitz ist Handlungsort in der mit dem Pulitzer-Preis ausgezeichneten Graphic Novel Maus – Die Geschichte eines Überlebenden von Art Spiegelman.